# 小行星13039
小行星13039（13039 Awashima）是一颗绕太阳运转的小行星，为主小行星带小行星。该小行星于1990年3月19日发现。

## 轨道参数
小行星13039的轨道半长轴为474 843 550 km，3.1740879 UA，离心率为0.173。